# Tunstall (Suffolk)
Tunstall is een civil parish in het Engelse graafschap Suffolk.